# (1577) Reiss
(1577) Reiss est un astéroïde de la ceinture principale découvert le 19 janvier 1949 à Alger par l'astronome français Louis Boyer.

## Historique
Sa désignation provisoire, lors de sa découverte le 19 janvier 1949, était 1949 BA et il est définitivement nommé en l'honneur de l'astronome français Guy Reiss.

## Caractéristiques
Sa distance minimale d'intersection de l'orbite terrestre est de 0,869 844 ua.